# Bioekvivalens
Bioekvivalens är ett begrepp inom farmakokinetik (läran om läkemedels omsättning i kroppen) som används för att beskriva om två olika läkemedel har likartat upptag och eliminering ur kroppen och därmed kan förväntas ha en likartad likvärdig medicinsk effekt. Vanligtvis handlar det om att jämföra läkemedel baserade på samma aktiva substans men från olika tillverkare, men det används också för att jämföra en och samma tillverkares olika formuleringar under utveckling av ett läkemedel. Om de två läkemedlen som jämförs kan konstateras vara bioekvivalenta, kan de förväntas ha samma effekt och säkerhet. Detta är inte minst viktigt i samband med generiska läkemedel, där det innebär att man inte behöver återupprepa alla de studier i djur och människor som gjorts på det ursprungliga läkemedlet vilket annars skulle vara nödvändigt.

## Bioekvivalensstudie
Användandet av bioekvivalens för detta syfte bygger på antagandet att två läkemedel som under samma tid ger samma koncentration av den aktiva substansen i blodet också kommer att ha samma medicinska effekt. För att utvärdera detta utgår man från ett diagram där man avsatt uppmätt koncentration i blodet mot tiden efter intag. Det man jämför är vanligen arean under kurvan i diagrammet (AUC), den högst uppmätta koncentrationen (Cmax) och den tid när den högsta koncentrationen uppmätts (tmax). En bioekvivalensstudie görs vanligen på ett antal friska, frivilliga personer och bioekvivalens mellan de två läkemedlen (vanligen benämnt testläkemedel och referensläkemedel) anses visad om skillnaden i medelvärde för AUC och Cmax är högst 20 %. Det anses uppfyllt om testproduktens 90-procentiga konfidensintervall ryms inom 80–125 % av referensproduktens medelvärde, eftersom skillnader i denna storleksordning inte anses ge några kliniska effekter. Till detta kommer också att den s.k. dos-respons-kurvan vanligen är relativt flack, vilket betyder att en 20-procentig skillnad i koncentration inte ger en 20-procentig skillnad i medicinsk effekt utan en mindre sådan.

## Testning för bioekvivalens
Ett alternativ till t-testet (som inom läkemedelsindustrin används för att testa om två läkemedel har samma effekt) är ekvivalenstest. Givet två utfall som skall jämföras – till exempel där två likvärdiga mediciner ger samma effekt, men den ena är billigare att tillverka – ställs följande nollhypotes upp:
{\displaystyle H_{0}:{\frac {\mu _{x}}{\mu _{y}}}\leq \Delta _{l}{\mbox{ eller }}{\frac {\mu _{x}}{\mu _{y}}}\geq \Delta _{u}}
I dagsläget används inom läkemedelsindustrin Δu=1,25 (125 %) respektive Δl=0,80 (80 %). Man vill alltså landa i alternativhypotesen att kvoten mellan μx och μy ligger i intervallet 0,8–1,25.Genom att logaritmera får man
{\displaystyle H_{0}:|\log {\mu _{x}}-\log {\mu _{y}}|\leq \delta =0,2231436}
För att testa hypotesen H0 på signifikansnivån α konstruerar vi 100(1−2α) % konfidensintervall med ändpunkterna
{\displaystyle ({\bar {X}}-{\bar {Y}})\pm t_{\alpha ,\gamma }{\sqrt {(S_{x}^{2}/n_{1}+S_{y}^{2}/n_{2})}}}
där Sx och Sy är den skattade stickprovsvariansen. Antalet frihetsgrader γ fås ur följande formel:
{\displaystyle \gamma =\left\lfloor {\frac {(S_{1}^{2}/n_{1}+S_{2}^{2}/n_{2})^{2}}{{\frac {[S_{1}^{2}/n_{1}]^{2}}{n_{1}-1}}+{\frac {[S_{2}^{2}/n_{2}]^{2}}{n_{2}-1}}}}\right\rfloor }